# Luis Barcala Cervantes
Luis Barcala Cervantes (Madrid, 31 d'octubre de 1863 - Santomera, 10 de juny de 1936) fou un enginyer de camins i polític espanyol, diputat a les Corts Espanyoles durant la restauració borbònica

## Biografia
Treballà com a Director General d'Obres Públiques al Ministeri de Foment d'Espanya i posseïa nombroses terres al Baix Segura. El 1907 va dirigir el diari La Iberia d'Oriola i s'afilià al Partit Liberal. Fou elegit diputat pel districte d'Oriola per la fracció de Manuel García Prieto a les eleccions generals espanyoles de 1918, amb suport del grup Solidaridad Oriolana, impulsada per Francesc Cambó. Però a les de 1919 fou escollit novament, aquesta vegada dins les llistes del Partit Conservador (ciervista). A les de 1920, però fou derrotat pel conservador Jesús Urríos Pérez.
Té un carrer dedicat a Oriola i una plaça dedicada a Santomera (Múrcia). El seu besnet, Luis Barcala Sierra, es va convertir el 19 d'abril de 2018 en alcalde d'Alacant.